# Kopydłówko
Kopydłówko (deutsch Koppendicks Grund) ist ein Wohnplatz in der Woiwodschaft Westpommern in Polen. Er liegt in der Gmina Kołobrzeg (Landgemeinde Kolberg) im Powiat Kołobrzeski (Kolberger Kreis).
Der Wohnplatz liegt in Hinterpommern, etwa 105 Kilometer nordöstlich von Stettin und etwa 7 Kilometer südlich von Kolberg. 
An ungefähr dieser Stelle bestand bereits im 16. Jahrhundert in der Feldmark des Dorfes Rossenthin ein Kupferhammer: Rossenthin gehörte damals als sogenanntes Kapitelsdorf dem Kolberger Domkapitel. Im Jahre 1547 erteilten der Kolberger Vizedekan Otto Manow und der Kantor Freder dem Kupferschmied Kridewitt die Erlaubnis, hier an der Mündung der Wolbek in die Persante einen Kupferhammer nebst Stauteich anzulegen. Wann der Kupferhammer wieder aufgegeben wurde, ist nicht überliefert. Noch um 1900 waren Reste des Stauwalles zu erkennen.  
Vor 1870 wurde hier eine Hofstelle („Ausbau“) angelegt. Diese erhielt den Ortsnamen „Koppendicks Grund“, auch „Koppendieks Grund“ oder „Kopperdieksgrund“ geschrieben. Im Jahre 1871 wurden 4 Einwohner gezählt, im Jahre 1895 8 Einwohner und im Jahre 1905 11 Einwohner. In den Jahren nach 1905 wurde der Ausbau aufgegeben. 
Ab 1904 wurde hier ein Wasserwerk der Stadt Kolberg angelegt, das am 1. Januar 1906 in Betrieb genommen wurde. Zuvor hatte die Stadt Kolberg das erforderliche Land von mehreren Bauern gekauft. Zum Wasserwerk gehörten unter anderem ein Maschinenhaus und ein Maschinistenhaus mit Wohnungen für zwei Familien. Das Wasserwerk wurde als Wohnplatz mit dem Ortsnamen „Wasserwerk Rossenthin“ geführt, der bereits 1905 10 Einwohner zählte. Bis 1945 bildete Wasserwerk Rossenthin einen Wohnplatz in der Landgemeinde Rossenthin und gehörte mit dieser zum Kreis Kolberg-Körlin der preußischen Provinz Pommern. Auf den Messtischblättern war aber nur der Ortsname „Koppendicks Grund“ eingetragen. 
Nach 1945 kam das Gebiet, wie ganz Hinterpommern, an Polen. Der Wohnplatz erhielt den polnischen Ortsnamen „Kopydłówko“. Er gehört heute zur Gmina Kołobrzeg (Landgemeinde Kolberg). 